# Legge di gravitazione universale

Satelliti e proiettili, tutti obbediscono alla legge di gravitazione di Newton

In fisica, la legge di gravitazione universale afferma che nell'Universo due corpi si attraggono con una forza direttamente proporzionale (G) al prodotto delle loro masse e inversamente proporzionale al quadrato della loro distanza (r):
{\displaystyle F=G{\frac {m_{1}m_{2}}{r^{2}}}\ }
Formulata nel 1687 da Isaac Newton nell'opera Philosophiae Naturalis Principia Mathematica ("Principia"), fa parte della meccanica classica ed è una legge fisica generale derivata per induzione da osservazioni empiriche.

## Storia

### L'opera di Hooke
Una recente valutazione (di Ofer Gal) sulla storia iniziale della legge dell'inverso del quadrato sottolinea che "verso la fine degli anni 1660", l'ipotesi di una "proporzionalità inversa tra gravità e il quadrato della distanza era abbastanza comune ed era stata avanzata da un certo numero di persone per motivi diversi". Lo stesso autore accredita Robert Hooke di un contributo significativo, anche seminale, ma tratta come poco interessante la pretesa di priorità di Hooke sulla questione dell'inverso del quadrato, dal momento che diverse persone oltre a Newton e Hooke l'avevano almeno accennata, e sottolinea invece, come contributi significativi di Hooke, l'idea della "composizione dei moti celesti" e l'aver convertito il pensiero di Newton dalla 'forza centrifuga' alla 'forza centripeta'.
Nel 1686, quando il primo libro di Newton "Principia" fu presentato alla Royal Society, Robert Hooke accusò Newton di plagio, sostenendo che egli aveva preso da lui la "nozione" de "la regola della diminuzione della Gravità, agendo essa in modo reciproco come i quadrati delle distanze dal Centro". Allo stesso tempo (secondo un resoconto dell'epoca di Edmond Halley) Hooke ammetteva che "la Dimostrazione delle Curve con ciò generate" era completamente di Newton.
Robert Hooke pubblicò le sue idee sul "Sistema del Mondo" negli anni 1660, quando lesse alla Royal Society il 21 marzo 1666 un documento "Sulla gravità", "riguardante la flessione di un moto diretto in una curva da parte di una sopravveniente azione di attrazione", e le pubblicò nuovamente sotto forma più sviluppata nel 1674, come "Tentativo di Dimostrare il Moto della Terra dalle Osservazioni". Hooke annunciò nel 1674 che aveva progettato di "spiegare un sistema del mondo diverso sotto vari aspetti da qualsiasi altro fino allora conosciuto", basato su tre "Supposizioni": che "tutti i corpi celesti indistintamente hanno un'attrazione o forza che gravita verso i propri Centri" e che "essi attirano anche tutti gli altri Corpi Celesti che si trovano nella sfera della loro influenza"; che "tutti i corpi di qualsiasi tipo che vengono messi in un moto diretto e semplice, continueranno  il loro moto rettilineo e uniforme, fino a quando non verranno deviati e piegati da qualche altra forza efficace..." e che "queste forze attraenti sono tanto più potenti nell'operare, quanto più vicino ai propri Centri si trova il corpo sul quale agiscono". Così Hooke postulava chiaramente mutue attrazioni tra il Sole e i pianeti, in un modo che aumentava con la vicinanza al corpo attraente, insieme con un principio di inerzia lineare.
Le dichiarazioni di Hooke fino al 1674 non facevano menzione, tuttavia, a una legge dell'inverso del quadrato che si applica, o potrebbe applicarsi, a queste attrazioni. Inoltre, la gravitazione di Hooke non era ancora universale, anche se si avvicinava all'universalità più da vicino delle ipotesi precedenti. Egli inoltre non fornì ulteriori prove o dimostrazioni matematiche. Su questi ultimi due aspetti, Hooke stesso dichiarò nel 1674: "Finora, ciò che questi diversi gradi [di attrazione] sono, non ho ancora verificato sperimentalmente", e per tutta la sua proposta: "Al momento questo è solo un accenno", "avendo io sottomano molte altre cose che vorrei prima completare, e pertanto non posso troppo prendermi cura" (cioè "proseguire questa indagine"). Fu in seguito, il 6 gennaio 1679 in uno scritto a Newton, che Hooke comunicò la sua "ipotesi... che l'Attrazione è sempre in una proporzione duplicata alla Distanza dal Centro Reciproco, e che di Conseguenza la Velocità sarà a sua volta in proporzione duplicata all'Attrazione e di Conseguenza, come Keplero Suppone, Reciproca alla Distanza." (La deduzione sulla velocità non era corretta.)
Nel carteggio con Newton del 1679-1680, Hooke citò non solo la supposizione sull'inverso del quadrato per la diminuzione dell'attrazione con l'aumentare della distanza, ma anche, nella sua lettera a Newton del 24 novembre 1679 a proposito del moto celeste dei pianeti, un approccio alla "composizione di un moto diretto per la tangente con un moto di attrazione verso il corpo centrale".

### L'opera di Newton
Nel maggio 1686 Newton, a fronte della rivendicazione di Hooke sulla legge dell'inverso del quadrato, negò che questi dovesse essere accreditato come autore dell'idea. Tra le ragioni addotte, Newton ricordò che l'idea era stata discussa con Sir Christopher Wren precedentemente alla lettera di Hooke del 1679. Inoltre Newton sottolineò e riconobbe la priorità del lavoro di altri, tra cui Bullialdus, (che suggerì, senza peraltro dimostrarlo, che ci fosse una forza attrattiva dal Sole in proporzione inversa al quadrato della distanza), e Borelli (il quale suggerì, anch'egli senza dimostrarlo, che c'era una tendenza centrifuga a controbilanciare un'attrazione gravitazionale verso il Sole, così da far muovere i pianeti lungo ellissi). Whiteside ha descritto il contributo al pensiero di Newton derivato dal libro di Borelli, una copia del quale era nella libreria di Newton alla sua scomparsa.
Newton inoltre difese il suo lavoro sostenendo che se anche avesse sentito Hooke parlare di proporzione inversa del quadrato, egli avrebbe ancora dei diritti derivanti dalle sue dimostrazioni circa l'accuratezza dell'idea. Hooke, senza prove a favore della supposizione, poteva solo immaginare che la legge dell'inverso del quadrato a grandi distanze dal centro fosse valida in modo approssimativo. Secondo Newton, mentre i 'Principia' non erano ancora stati pubblicati, c'erano a priori tante ragioni per dubitare della precisione della legge (specialmente nei pressi di un corpo sferico) che "senza le mie (di Newton) Dimostrazioni, alle quali il signor Hooke è estraneo, un Filosofo giudizioso non poteva credere che fosse precisa dappertutto".
Questa osservazione si riferisce tra l'altro alla scoperta di Newton, supportata da dimostrazione matematica, che se la legge dell'inverso del quadrato si applica a piccole particelle, allora anche una grande massa sferica simmetrica attrae masse esterne alla sua superficie, anche da molto vicino, proprio come se tutta la propria massa fosse concentrata nel suo centro. Così Newton dava una giustificazione, altrimenti mancante, per applicare la legge dell'inverso del quadrato a grandi masse sferiche planetarie come se fossero minuscole particelle. Inoltre, Newton aveva elaborato nelle proposizioni 43-45 del Libro 1, e le relative tre sezioni del libro 3, un complesso esame sulla precisione della legge dell'inverso del quadrato, in cui egli dimostrò che soltanto quando la forza è esattamente come l'inverso del quadrato della distanza che le direzioni di orientamento delle orbite ellittiche dei pianeti rimangono costanti, come si è osservato che fanno, a parte piccoli effetti attribuibili a perturbazioni interplanetarie.
Alcuni manoscritti di Newton degli anni 1660 dimostrano che egli era arrivato a provare che, nel caso di moto planetario circolare, 'il tentativo di recedere' (chiamato in seguito forza centrifuga) aveva un rapporto di inverso del quadrato con la distanza dal centro. Dopo il suo carteggio con Hooke degli anni 1679-1680, Newton adottò il linguaggio di forza verso l'interno o forza centripeta. Secondo lo studioso di Newton J Bruce Brackenridge, anche se molto è stato fatto nel cambiamento di linguaggio e di punti di vista, tra forza centrifuga e centripeta, i calcoli reali e le prove sono rimasti gli stessi in entrambi i modi. Esse implicavano anche la combinazione di spostamenti tangenziali e radiali, a cui Newton stava lavorando negli anni 1660. La lezione offerta da Hooke a Newton qui, anche se significativa, era di prospettiva e non cambiava l'analisi. Questo sottofondo dimostra che per Newton c'erano validi motivi per negare la paternità  di Hooke sulla legge dell'inverso del quadrato.

### I riconoscimenti di Newton
D'altra parte, Newton accettò e riconobbe, in tutte le edizioni dei 'Principia', che Hooke (ma non soltanto lui) aveva per proprio conto mostrato apprezzamento per la legge dell'inverso del quadrato nel sistema solare. A questo proposito, Newton ebbe riconoscimenti anche per Wren e Halley alla Proposizione 4 del Libro 1. Ad Halley disse che il suo carteggio con Hooke del 1679-80 aveva risvegliato in lui un latente interesse in campo astronomico, ma ciò non significava che Hooke gli avesse detto qualcosa di nuovo o di originale: "non gli sono grato per avermi illuminato in questo lavoro, ma solo per avermi distolto da altri miei studi per riflettere su queste cose; è l'arroganza dei suoi scritti, come se avesse scoperto il moto nell'Ellisse, che mi ha spinto a studiarlo..."

### Polemiche moderne
Dai tempi di Newton e Hooke, gli studiosi si sono chiesti se l'accenno di Hooke del 1679 alla 'composizione dei moti' avesse fornito a Newton qualcosa di nuovo e di valido, anche se, all'epoca, questa in realtà non era una rivendicazione avanzata da Hooke. Come descritto sopra, i manoscritti di Newton degli anni 1660 mostrano che egli effettivamente combina il moto tangenziale con gli effetti della forza diretta radialmente, per esempio nel ricavare la relazione di inverso del quadrato nel caso di moto circolare. Essi mostrano inoltre che Newton esprime chiaramente il concetto di inerzia lineare per la quale era in obbligo verso un'opera di Cartesio pubblicata nel 1644, come probabilmente lo era lo stesso Hooke. Non sembra che Newton avesse appreso questi argomenti da Hooke. Tuttavia, alcuni autori hanno avuto altro da dire su ciò che Newton aveva acquisito da Hooke, così qualche aspetto rimane controverso. Il fatto che la maggior parte degli scritti privati di Hooke sia scomparsa non aiuta a stabilire la verità.
Il ruolo di Newton in relazione alla legge dell'inverso del quadrato non fu come talvolta viene rappresentato. Egli non la concepì come una semplice idea. Ciò che Newton fece fu di dimostrare come la legge di attrazione dell'inverso del quadrato avesse diverse e indispensabili connessioni matematiche con le caratteristiche osservabili dei moti dei corpi del sistema solare, e che la correlazione era tale per cui le evidenze osservative e le dimostrazioni matematiche, considerate nel loro insieme, davano motivo di credere che la legge non era soltanto approssimativamente vera, ma lo era in modo esatto (con la precisione raggiungibile ai tempi di Newton e per i due secoli successivi, e con alcuni punti non risolti che allora non potevano certamente essere presi in esame, le cui implicazioni teoriche non erano ancora state adeguatamente identificate o calcolate).
Circa trenta anni dopo la morte di Newton nel 1727, Alexis Clairaut, un eminente astronomo matematico a pieno titolo nel campo degli studi gravitazionali, dopo aver esaminato ciò che Hooke aveva pubblicato, scrisse che "Non si deve pensare che questa idea... di Hooke diminuisca il merito di Newton"; e che " l'esempio di Hooke "serve" a mettere in evidenza che distanza c'è tra una verità solo intravista e una verità dimostrata".

## Definizione
In linguaggio moderno, la legge afferma quanto segue:
| Ogni punto materiale attrae ogni altro singolo punto materiale con una forza che punta lungo la linea di intersezione di entrambi i punti. La forza è proporzionale al prodotto delle due masse e inversamente proporzionale al quadrato della distanza fra loro: |
| {\displaystyle F=G{\frac {m_{1}m_{2}}{r^{2}}}\ }, dove: - F è l'intensità della forza tra le masse, - G è la costante di gravitazione universale, - m1 è la prima massa, - m2 è la seconda massa, - r è la distanza tra i centri delle masse.                     |
Considerando le unità di misura SI, F è misurata in newton (N), m1 e m2 in chilogrammi (kg), r in metri (m), e la costante G è approssimativamente uguale a 6,674 x 10-11  N m2   kg−2.
Il valore della costante G è stato accuratamente determinato dai risultati dell'esperimento di Cavendish condotto dallo scienziato britannico Henry Cavendish nel 1798, anche se non fu proprio Cavendish a calcolare il valore numerico di G.
Questo esperimento fu anche la prima verifica della teoria della gravitazione di Newton tra masse in laboratorio. Ebbe luogo 111 anni dopo la pubblicazione dei Principia di Newton e 71 anni dopo la sua morte, quindi nessuno dei calcoli di Newton poteva utilizzare il valore di G; egli poteva soltanto calcolare il valore di una forza rispetto ad un'altra.
Il teorema del guscio sferico dimostra che corpi rigidi con distribuzioni di massa sfericamente simmetriche attraggono e sono attratti come punti materiali con tutta la massa situata nei loro centri.
La legge della gravitazione di Newton assomiglia alla legge di Coulomb delle forze elettriche, usata per calcolare la grandezza della forza elettrica tra due corpi elettricamente carichi. Entrambe sono leggi dell'inverso del quadrato, in cui la forza è inversamente proporzionale al quadrato della distanza tra i corpi. La legge di Coulomb ha il prodotto di due cariche al posto del prodotto delle masse, e la costante elettrostatica al posto della costante gravitazionale.
La legge di Newton è stata successivamente sostituita dalla teoria di Einstein della relatività generale, ma continua ad essere utilizzata come un'eccellente approssimazione degli effetti della gravità. La relatività è richiesta solo quando c'è bisogno di estrema precisione, o quando si tratta di gravitazione per oggetti di notevole massa e densità.

### Forma vettoriale

Le linee di campo disegnate per un punto materiale con 24 linee di campo

Campo gravitazionale che circonda la Terra da un punto di vista macroscopico.

La rappresentazione delle linee del campo gravitazionale è arbitraria, come illustrato qui con griglie che vanno da 30x30 a 0x0; le linee sono quasi parallele e puntano dritto in basso verso il centro della Terra

Gravità in una stanza: essendo la curvatura della Terra trascurabile, le linee di forza possono essere rappresentate come parallele e orientate in basso verso il centro della Terra

La legge di gravitazione universale di Newton può essere scritta come un'equazione vettoriale per tener conto della direzione della forza gravitazionale oltre che della sua grandezza. In questa formula, le quantità in grassetto rappresentano vettori.
{\displaystyle \mathbf {F} _{12}=-G{m_{1}m_{2} \over {\vert \mathbf {r} _{12}\vert }^{2}}\,\mathbf {\hat {r}} _{12}}
dove
F12 è la forza applicata sull'oggetto 2 dovuta all'oggetto 1,
G è la costante di gravitazione universale,
m1 e m2 sono rispettivamente le masse degli oggetti 1 e 2,
|r12| = |r2 − r1| è la distanza tra gli oggetti 1 e 2, e
{\displaystyle \mathbf {\hat {r}} _{12}\ {\stackrel {\mathrm {def} }{=}}\ {\frac {\mathbf {r} _{2}-\mathbf {r} _{1}}{\vert \mathbf {r} _{2}-\mathbf {r} _{1}\vert }}} è il versore dall'oggetto 1 al 2.
Si può vedere che la forma vettoriale dell'equazione è la stessa della forma scalare indicata in precedenza, tranne che ora F è una quantità vettoriale, e il lato destro è moltiplicato per l'appropriato vettore unitario. Inoltre, si può vedere che F12 = −F21.

### Corpi con estensione spaziale
Se i corpi in questione hanno un'estensione spaziale (piuttosto che essere dei punti materiali teorici), allora la forza gravitazionale tra loro viene calcolata sommando i contributi dei punti materiali che costituiscono i corpi. Al limite, quando i punti materiali componenti diventano "infinitamente piccoli", occorre eseguire l'integrazione della forza (sotto forma vettoriale, vedi sotto) sulle estensioni dei due corpi.
In questo modo si può dimostrare che un oggetto con una distribuzione sfericamente simmetrica della massa esercita su corpi esterni un'attrazione gravitazionale come se tutta la massa dell'oggetto fosse concentrata in un punto al suo centro. (Ciò non è in genere vero per corpi non sfericamente simmetrici).
Quando due oggetti solidi entrano in contatto, la forza gravitazionale che li attrae non diventa infinita perché fisicamente la distanza fra due masse non può essere zero. Pertanto la forza non potrà mai essere infinita in condizioni normali.
Per punti all'interno di materia con distribuzione sfericamente simmetrica, può essere utilizzato il teorema del guscio sferico per trovare la forza gravitazionale. Il teorema afferma che le diverse parti della distribuzione di massa influiscono sulla forza gravitazionale misurata in un punto situato a distanza r0 dal centro della distribuzione di massa:
- La porzione della massa che si trova ad un raggio r < r0 produce la stessa forza in r0 come se tutta la massa racchiusa all'interno di una sfera di raggio r0 fosse concentrata al centro della distribuzione di massa (come detto sopra).
- La porzione della massa che si trova ad un raggio r > r0 non esercita alcuna forza gravitazionale netta a distanza r0 dal centro. Vale a dire che le singole forze gravitazionali esercitate sul punto in r0 dagli elementi della porzione esterna della sfera si annullano a vicenda.

Di conseguenza, ad esempio, all'interno di un guscio di spessore e densità uniformi non vi è alcuna accelerazione gravitazionale netta in alcun punto all'interno della sfera cava.

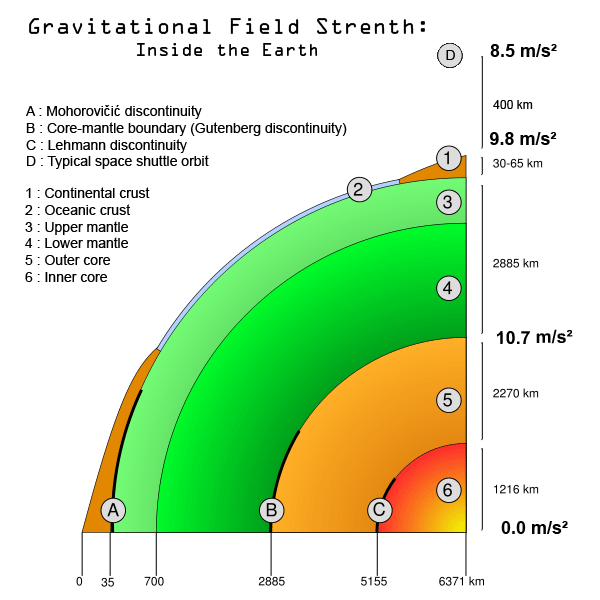
Intensità del campo gravitazionale all'interno della Terra

Campo gravitazionale vicino alla Terra

Inoltre, all'interno di una sfera uniforme la gravità aumenta linearmente con la distanza dal centro; l'aumento dovuto alla massa aggiuntiva è 1,5 volte la riduzione dovuta alla maggiore distanza dal centro. Pertanto, se un corpo con simmetria sferica presenta un nucleo uniforme e un mantello uniforme con una densità che è meno di 2/3 di quella del nucleo, allora la gravità diminuisce inizialmente verso l'esterno al di là del confine e, se la sfera è abbastanza grande, ancora verso l'esterno la gravità aumenta di nuovo, ed alla fine supera la gravità al confine nucleo/mantello. La gravità della Terra potrebbe raggiungere il massimo al confine nucleo/mantello.

### Il campo gravitazionale
Il campo gravitazionale è un campo vettoriale che descrive la forza gravitazionale che verrebbe applicata,  per unità di massa, su un oggetto in un punto qualsiasi dello spazio. In pratica è uguale all'accelerazione di gravità in quel punto.
Si tratta di una generalizzazione della forma vettoriale, che diventa particolarmente utile se più di due oggetti sono coinvolti (come un razzo tra la Terra e la Luna). Per due oggetti (ad esempio l'oggetto 2 è un razzo, l'oggetto 1 la Terra), ci limitiamo a scrivere r al posto di r12 e m al posto di m2 e di definire il campo gravitazionale g(r) come:
{\displaystyle \mathbf {g} (\mathbf {r} )=-G{m_{1} \over {{\vert \mathbf {r} \vert }^{2}}}\,\mathbf {\hat {r}} }
in modo tale che possiamo scrivere:
{\displaystyle \mathbf {F} (\mathbf {r} )=m\mathbf {g} (\mathbf {r} ).}
Questa formulazione dipende dall’oggetto che causa il campo. Il campo ha unità di accelerazione; in SI, questa è m/s2.
I campi gravitazionali sono anche conservativi; vale a dire che il lavoro compiuto dalla gravità da una posizione ad un'altra è indipendente dal cammino. Ciò ha la conseguenza che esiste un potenziale campo gravitazionale V (r) tale che
{\displaystyle \mathbf {g} (\mathbf {r} )=-\mathbf {\nabla } V(\mathbf {r} ).}
Se m1 è un punto materiale o la massa di una sfera con distribuzione di massa omogenea, il campo della forza g(r) all'esterno della sfera è isotropo, cioè, dipende solo dalla distanza r dal centro della sfera. Allora
{\displaystyle V(r)=-G{\frac {m_{1}}{r}}.}

## Problemi con la teoria di Newton
La descrizione della gravità di Newton è sufficientemente accurata per svariati scopi pratici ed è quindi ampiamente utilizzata. Non cambia di molto quando le quantità adimensionali φ/c2 e (v/c)2 sono entrambe parecchio minori di uno, dove φ è il potenziale gravitazionale, v è la velocità degli oggetti analizzati, e c è la velocità della luce. Ad esempio, la gravità newtoniana fornisce un'accurata descrizione del sistema Terra/Sole, in quanto
{\displaystyle {\frac {\Phi }{c^{2}}}={\frac {GM_{\mathrm {sole} }}{r_{\mathrm {orbita} }c^{2}}}\sim 10^{-8},\quad \left({\frac {v_{\mathrm {Terra} }}{c}}\right)^{2}=\left({\frac {2\pi r_{\mathrm {orbita} }}{(1\ \mathrm {yr} )c}}\right)^{2}\sim 10^{-8}}
dove rorbita  è il raggio dell'orbita della Terra attorno al Sole.
In situazioni in cui uno dei parametri adimensionale è grande, allora deve essere usata la relatività generale per descrivere il sistema. La relatività generale si riduce alla gravità newtoniana in presenza di potenziali piccoli e velocità basse, ed è per questa ragione che la legge della gravitazione di Newton è a volte citata come la relatività generale per basse gravità.

### Implicazioni teoriche della teoria di Newton
- Non ci sono prospettive immediate di individuare il mediatore della gravità. I tentativi da parte dei fisici per individuare il rapporto tra forza gravitazionale e le altre forze fondamentali non hanno finora avuto buon esito, anche se notevoli progressi sono stati compiuti negli ultimi 50 anni (vedi: Teoria del Tutto e Modello Standard). Newton stesso sentiva che il concetto di una inesplicabile azione a distanza non era soddisfacente (vedi "riserve di Newton" qui di seguito), ma a quell'epoca non c'era altro che si potesse fare.
- La teoria della gravitazione di Newton richiede che la forza gravitazionale venga trasmessa istantaneamente. Date le ipotesi classiche circa la natura di spazio e tempo prima dello sviluppo della Relatività Generale, un ritardo significativo di propagazione della gravità provocherebbe instabilità nelle orbite planetarie e stellari.

### Osservazioni in conflitto con la teoria di Newton
- La teoria di Newton non spiega del tutto la precessione del perielio delle orbite dei pianeti, in particolare di Mercurio, scoperta molto tempo dopo Newton.[31] Vi è una discrepanza di 43 secondi d'arco per secolo tra il calcolo di Newton, che si basa solo sulle attrazioni gravitazionali degli altri pianeti, e la precessione osservata tramite avanzati telescopi durante il XIX secolo.
- La prevista deviazione angolare dei raggi luminosi da parte della gravità che viene calcolata utilizzando la teoria di Newton è solo metà della deviazione che viene effettivamente osservata dagli astronomi. Calcoli eseguiti con la relatività generale concordano maggiormente con le osservazioni astronomiche.

Il fatto che la massa gravitazionale e la massa inerziale sia la stessa per tutti gli oggetti rimane non spiegato nell'ambito delle teorie di Newton. La Relatività Generale considera ciò come un principio fondamentale (vedere il Principio di Equivalenza). Di fatto, gli esperimenti di Galileo, decenni prima di Newton, stabilirono che oggetti che hanno la stessa resistenza dell'aria o di un liquido vengono accelerati dalla forza di gravità della Terra allo stesso modo, indipendentemente dalle loro diverse masse inerziali. Tuttavia, le forze e le energie necessarie per accelerare masse diverse dipendono strettamente dalle loro diverse masse inerziali, come si può vedere dalla seconda legge del moto di Newton, F = ma.
Il problema è che le teorie di Newton e le sue formule matematiche spiegano e permettono il calcolo (impreciso) degli effetti della precessione del perielio delle orbite e della deflessione dei raggi luminosi. Tuttavia, esse non spiegano l'equivalenza di comportamento di masse diverse sotto l'influenza della gravità, a prescindere dalle quantità di materia interessate.

### Le riserve di Newton
Mentre Newton fu in grado di formulare la legge di gravità nella sua monumentale opera, egli era profondamente a disagio con il concetto di "azione a distanza", che le sue equazioni implicavano. Nel 1692, nella sua terza lettera a Bentley, scrisse: "Che nel vuoto un corpo possa agire a distanza su un altro senza la mediazione di qualsiasi altra cosa, per mezzo e attraverso la quale la loro azione e la loro forza possano essere trasferite dall'uno all'altro, è per me un'assurdità così grande a cui, credo, nessun uomo con competenze in questioni filosofiche potrebbe mai credere".
Egli non riuscì mai, secondo le sue parole, "a stabilire la causa di questa forza". In tutti gli altri casi, egli usò il fenomeno del moto per spiegare l'origine delle varie forze che agiscono sui corpi, ma nel caso della gravità, non fu in grado di identificare sperimentalmente il moto che produce la forza di gravità (anche se inventò due ipotesi meccaniche nel 1675 e 1717). Inoltre, si rifiutò persino di offrire un'ipotesi alla causa di questa forza, con la motivazione che ciò sarebbe stato contrario alla sana scienza. Deplorò che, per trovare l'origine della forza di gravità, "i filosofi hanno finora tentato la ricerca della natura invano"  poiché egli era convinto "per varie ragioni" che c'erano "cause fino ad oggi sconosciute" che erano fondamentali per tutti i "fenomeni della natura".
Questi fenomeni fondamentali sono ancora oggetto di indagine e, anche se le ipotesi abbondano, la risposta definitiva deve ancora essere trovata. E nel General Scholium di Newton del 1713 nella seconda edizione del Principia: "Non sono stato in grado finora di scoprire la causa di queste proprietà della gravità  e hypotheses non fingo... È sufficiente che la gravità esista davvero e agisca secondo le leggi che ho spiegato, e che serva a tenere conto di tutti i moti dei corpi celesti".

### La soluzione di Einstein
Queste obiezioni sono state spiegate dalla teoria della relatività generale di Einstein, nella quale la gravitazione è un attributo dello spaziotempo curvo invece di essere dovuta a una forza di propagazione tra i corpi. Nella teoria di Einstein, le masse deformano lo spaziotempo nelle loro vicinanze, e altri corpi si muovono in traiettorie determinate dalla geometria dello spaziotempo. Ciò ha permesso una descrizione dei moti della luce e delle masse in linea con tutte le osservazioni disponibili. Nella relatività generale, la forza gravitazionale è una forza apparente dovuta alla curvatura dello spaziotempo, in quanto l'accelerazione di gravità di un corpo in caduta libera è dovuta alla sua linea di universo, essendo una geodetica dello spaziotempo.